# Kolej piaskowa
Kolej piaskowa – kolej użytku niepublicznego, której głównym zadaniem jest transport materiałów podsadzkowych do zabezpieczania wyrobisk kopalnianych. Koleje piaskowe charakteryzują się m.in. specjalistycznym taborem i urządzeniami rozładunkowymi.

## Koleje piaskowe w Zagłębiu Śląsko-Dąbrowskim i Krakowskim

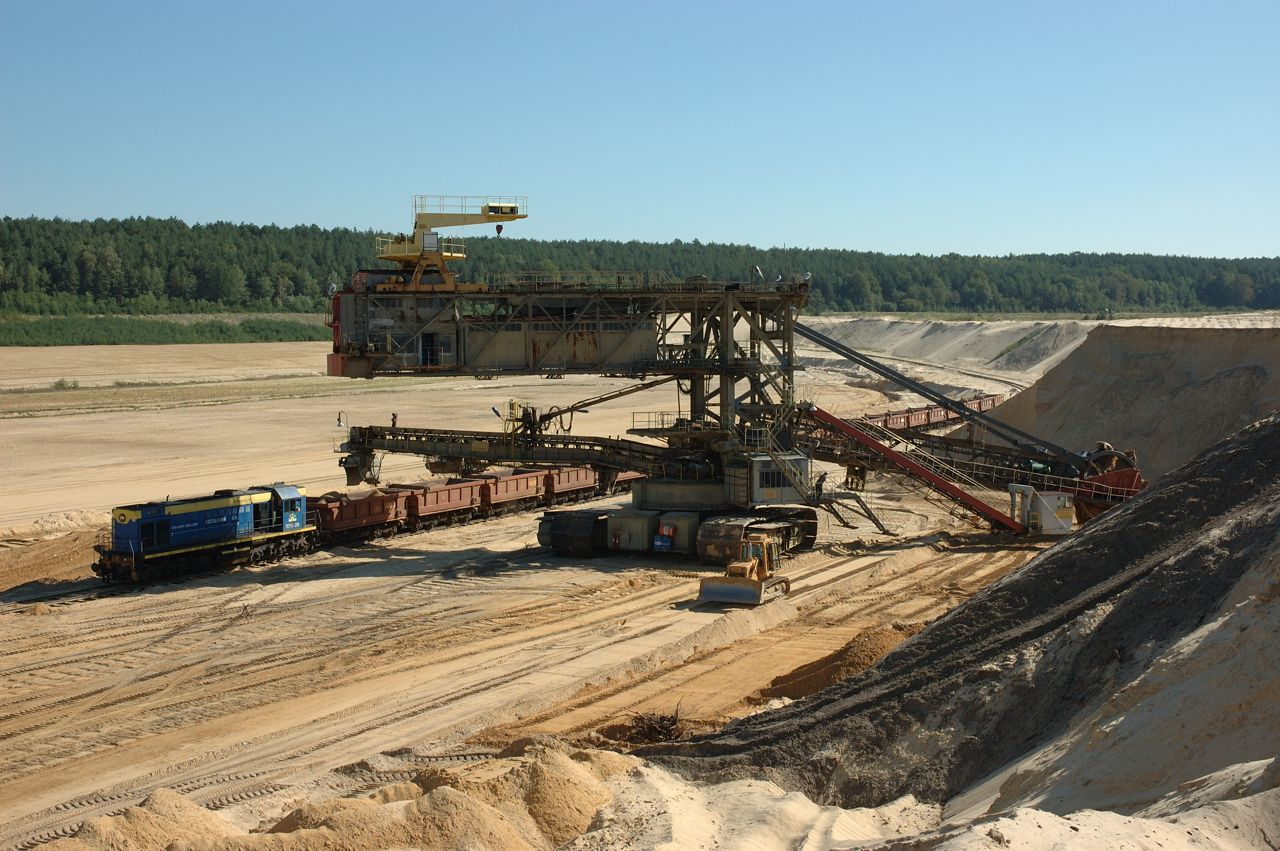
TEM2-199 w malowaniu przewoźnika Kopalnia Piasku Szczakowa na polu piaskowym Ciężkowice należącym do spółki PCC Rail Szczakowa.

Koleje piaskowe na Górnym Śląsku, Zagłębiu Dąbrowskim i Krakowskim to sieć kolei przemysłowych zarządzanych niegdyś m.in. przez Przedsiębiorstwo Materiałów Podsadzkowych Przemysłu Węglowego (PMP PW). Służyły one do zaopatrywania w materiał podsadzkowy zakłady górnicze na terenie Górnośląskiego Okręgu Przemysłowego, Rybnickiego Okręgu Węglowego i Jaworznicko - Chrzanowskiego Okręgu Przemysłowego. Koleje piaskowe stanowiły dobrze zorganizowaną infrastrukturę techniczno-transportową i tworzyły drugą co do wielkości po PKP PLK sieć kolejową w Polsce.
Koleje piaskowe powstały w latach 50. XX wieku poprzez rozbudowę znacjonalizowanych po II wojnie światowej niezależnych od państwa kolei przemysłowych na Górnym Śląsku, Zagłębiu Dąbrowskim i Krakowskim. W okresie Polskiej Rzeczypospolitej Ludowej linie kolei piaskowej nie zostały włączone do struktur Polskich Kolei Państwowych, ale znalazły się pod zarządem PMP PW.

W 1990 roku dokonano restrukturyzacji PMP PW i podziału na kilka spółek, a następnie ich prywatyzacji. Obecnie sieć kolei piaskowych należy do kilku przedsiębiorstw, w przeważającej części prywatnych, które posiadają licencje na udostępnianie infrastruktury kolejowej dla realizacji przewozów kolejowych.

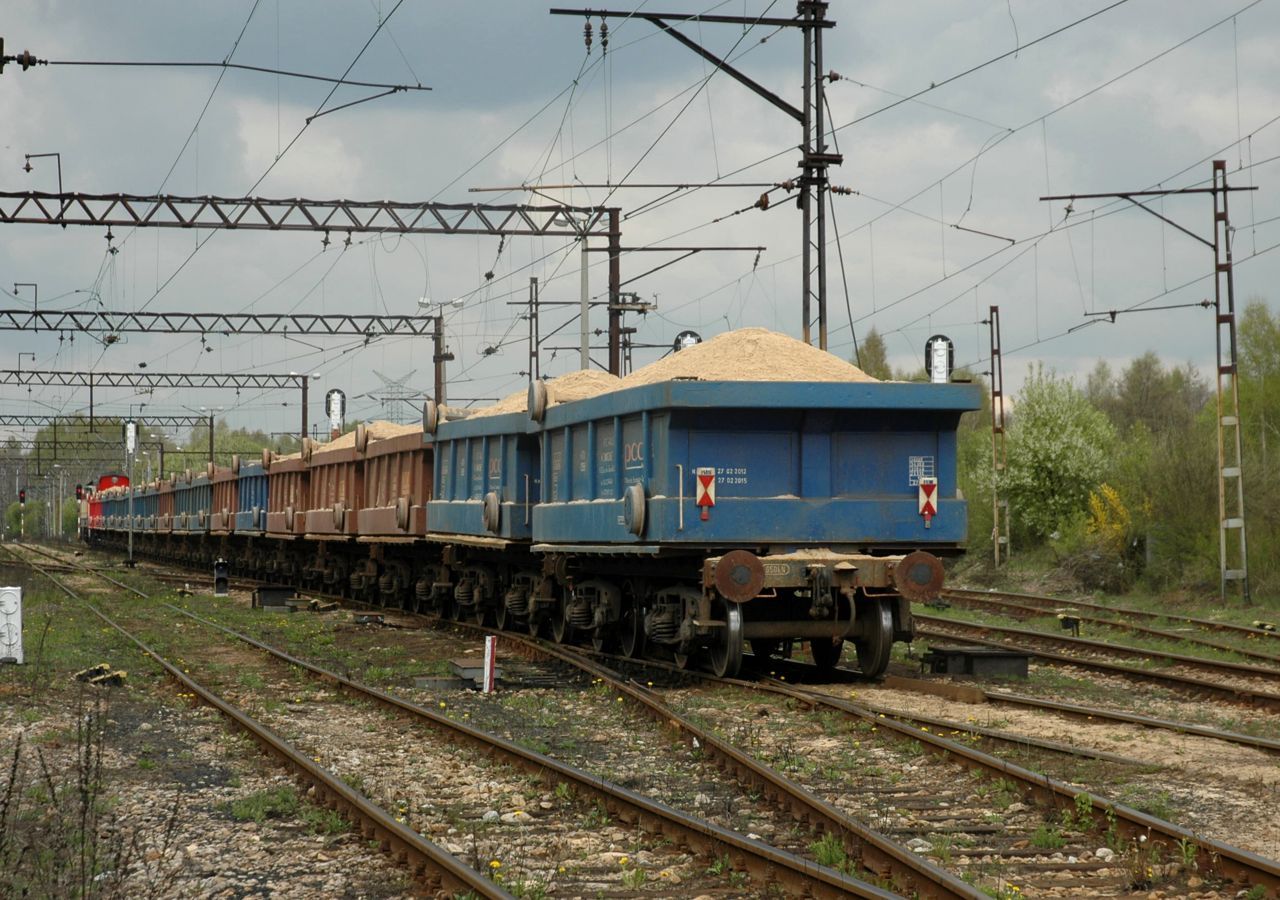
Pociąg piaskowy na stacji Szczakowa Północ

### Obecni zarządcy linii kolei piaskowych
- Infra Silesia
- CTL Maczki-Bór
- Kopalnia Piasku Kotlarnia – Linie Kolejowe

### Dawni zarządcy linii kolei piaskowych
- Przedsiębiorstwo Materiałów Podsadzkowych Przemysłu Węglowego (PMP PW)
- Kopalnia Piasku "Szczakowa" S.A.
- Kopalnia Piasku Kuźnica Warężyńska S.A. w Dąbrowie Górniczej

### Główne kolejowe korytarze transportowe kolei piaskowych

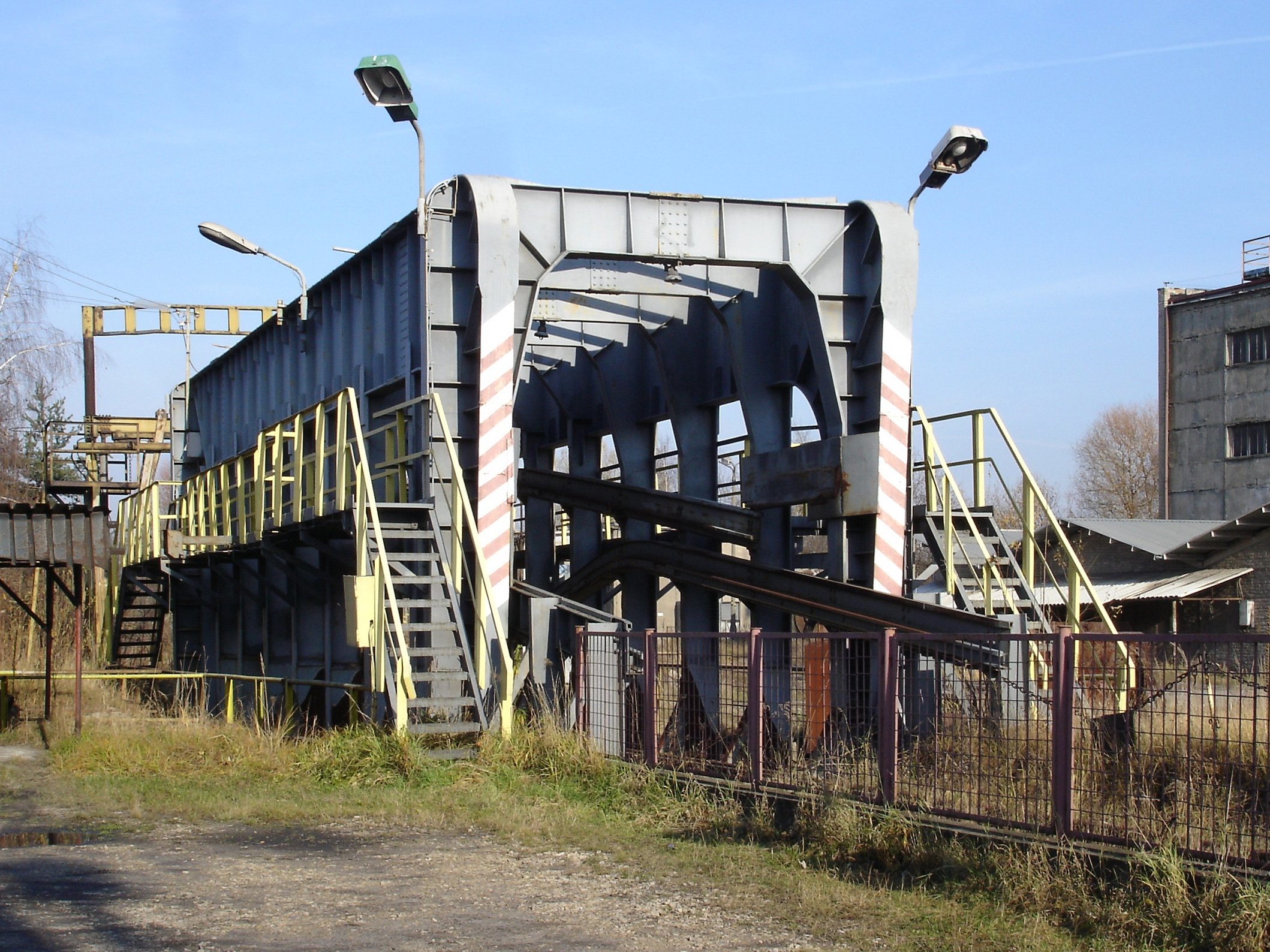
Most podsadzkowy przy szybie Witczak, KWK Centrum, Bytom (2016 r.)

- Północna Magistrala Piaskowa
- Południowa Magistrala Piaskowa
- Wschodnia Magistrala Piaskowa
- Zachodnia Magistrala PiaskowaMost podsadzkowy przy szybie Witczak, KWK Centrum, Bytom (2016 r.)

### Drogi rowerowe w ciągach dawnych linii kolei piaskowych
W 2016 roku pojawiły się plany zagospodarowania w postaci dróg rowerowych dawnych szlaków kolejowych po likwidowanych liniach kolei piaskowej. W 2019 r. władze Górnośląsko-Zagłębiowskiej Metropolii podjęły konkretne działania do realizacji projektu połączeń międzymiastowych drogami rowerowymi w standardzie velostrady.
W 2018 r. w Jaworznie (poza strukturami GZM) w śladzie dawnej linii kolei piaskowych nr 214. Jęzor Centralny JCC - KWK Jan Kanty - Jaworzno (PKP) powstała pierwsza w Polsce Velostrada.